# Außengebiet
Ein Abhängiges Gebiet oder Außengebiet ist ein Gebiet, das politisch von einem anderen Land abhängig ist, aber nicht vollständig Teil dieses Landes ist. Diese Gebiete haben in der Regel gewisse Autonomie in Bezug auf ihre Regierung und Verwaltung, aber es kann Einschränkungen in Bezug auf ihre Souveränität und Unabhängigkeit geben.  